# Achaea exuleata
Achaea exuleata is een vlinder van de familie van de spinneruilen (Erebidae). De wetenschappelijke naam van deze soort is voor het eerst voorgesteld als Ophisma exuleata door Heinrich Benno Möschler in een publicatie uit 1884.
De soort komt voor in Zuid-Afrika.